# В поисках Сахарного Человека
«В поисках Сахарного Человека» (англ. Searching for Sugar Man) — документальный фильм режиссёра Малика Бенджеллуля, вышедший на экраны в 2012 году.

## Сюжет
Сиксто Родригес — американский музыкант и автор песен остросоциального характера. В начале 1970-х годов он выпустил пару альбомов, однако они не пользовались популярностью, поэтому он перестал записываться и исчез из виду. Тем временем песни Родригеса приобрели широкую известность в ЮАР в среде молодежи, настроенной против режима апартеида. Поскольку проникновение информации извне в то время было затруднено, личность Родригеса была совершенно загадочной для его южноафриканских поклонников. Ходили слухи о его смерти, что он то ли застрелился, то ли сжёг себя прямо на сцене. В 1990-е годы, после падения режима апартеида, два поклонника Родригеса Стивен Сегерман и Крэйг Бартоломью Страйдом решают начать расследование и выяснить, что же это был за человек и что с ним случилось на самом деле...

## Саундтрек
В 2012 году был издан альбом с треками из фильма. В результате успеха документальной ленты пластинка заняла верхние строчки в чартах многих стран, что нехарактерно для саундтреков. Номинация на премию «Оскар» прибавила альбому популярности: в начале 2013 года он поднялся на 3-е место чарта Швеции и пребывал там 26 недель — к тому времени выиграв заветную статуэтку; в Дании он достиг 18-й строчки; в Новой Зеландии — 9-й.

## Награды и номинации
- 2012 — специальный приз жюри и приз зрительских симпатий на кинофестивале «Санденс» (Малик Бенджеллуль).
- 2012 — приз зрительских симпатий Амстердамского фестиваля документальных фильмов (Малик Бенджеллуль).
- 2012 — приз Московского кинофестиваля за лучший документальный фильм (Малик Бенджеллуль).
- 2012 — премия Национального совета кинокритиков США за лучший документальный фильм.
- 2012 — номинация на Премию британского независимого кино за лучший международный фильм.
- 2013 — премия «Оскар» за лучший документальный фильм (Малик Бенджеллуль, Саймон Чинн).
- 2013 — премия BAFTA за лучший документальный фильм (Малик Бенджеллуль, Саймон Чинн).
- 2013 — премия «Золотой жук» за лучший документальный фильм (Малик Бенджеллуль), а также 5 номинаций: лучший фильм (Малик Бенджеллуль, Саймон Чинн), сценарий (Малик Бенджеллуль), музыка (Малик Бенджеллуль, Родригес), монтаж (Малик Бенджеллуль), звук (Пер Нюстром).
- 2013 — премия «Аманда» за лучший зарубежный фильм (Малик Бенджеллуль).
- 2013 — премия Гильдии режиссёров США за лучшую режиссуру документального фильма (Малик Бенджеллуль).
- 2013 — премия Гильдии сценаристов США за лучший сценарий документального фильма (Малик Бенджеллуль).
- 2013 — приз зрительских симпатий кинофестиваля в Гётеборге (Малик Бенджеллуль).
- 2013 — номинация на премию «Бодил» за лучший неамериканский фильм (Малик Бенджеллуль).
- 2013 — номинация на премию Европейской киноакадемии в категории «зрительские симпатии» (Малик Бенджеллуль).